# Káně krahujová
Káně krahujová (Rupornis magnirostris), známá také pod synonymem káně Gmelinova, je málo dotčený druh dravce z čeledi jestřábovití (Accipitridae), jenž se vyskytuje ve Střední a Jižní Americe. Druh popsal Johann Friedrich Gmelin roku 1788. Je známo celkem 12 poddruhů. Káně krahujová bývá řazena do rodu Rupornis, přičemž nejspíše vystupuje jakožto bazální taxon vůči ostatním káním.

## Výskyt
Rozsah území, ve kterých se tento dravec vyskytuje, je rozsáhlý. Žije ve Střední a Jižní Americe, a to od Mexika až po Argentinu. Vyskytuje se v rozličných biotopech, od okrajů druhotných a primárních lesů, přes suché křovinaté oblasti, savany až po předměstí, lesy a parky. Žije většinou v nižších a středních nadmořských výškách. Tento druh lze obyčejně pozorovat sedící na stromech nebo sloupech.

## Popis a chování
Káně krahujová měří 31–41 cm, hmotnost se odhaduje na 250–300 g, přičemž samci jsou asi o pětinu menší než samice. Peří je hnědé nebo šedé, hnědobílé na břiše, barva závisí na poddruhu. Zobák je u tohoto druhu velký a vynesl mu i druhový název magnirostris, tedy velký (magni) + zobák (rostris).
Živí se hmyzem a menšími obratlovci, jako jsou obojživelníci a ještěrky, ale také některými ptáky a savci (netopýři, veverky a myši). Loví i menší druhy opic. Hnízdo z větviček a listí měří na délku zhruba 35 cm, na šířku asi 26 cm. Samice do něj klade jedno až dvě vejce, ze kterých se po čtyřech až šesti týdnech vylíhnou mláďata. Káně krahujová je vysoce teritoriální a své území střeží.

## Ohrožení
Dle Mezinárodního svazu ochrany přírody (IUCN) je káně krahujová málo dotčeným druhem se vzrůstající populací. V roce 2019 se populace odhadovala na 5–50 milionů dospělých jedinců.

## Poddruhy
Je známo celkem 12 poddruhů:
- Rupornis magnirostris alius, Peters & Griscom, 1929
- Rupornis magnirostris conspectus, Peters, 1913
- Rupornis magnirostris gracilis, Ridgway, 1885
- Rupornis magnirostris griseocauda, Ridgway, 1873
- Rupornis magnirostris magniplumis, Bertoni, 1901
- Rupornis magnirostris magnirostris, Gmelin, 1788
- Rupornis magnirostris nattereri, Sclater & Salvin, 1869
- Rupornis magnirostris occiduus, Bangs, 1911
- Rupornis magnirostris petulans, van Rossem, 1935
- Rupornis magnirostris pucherani, Verreaux & Verreaux, 1855
- Rupornis magnirostris saturatus, Sclater & Salvin, 1876
- Rupornis magnirostris sinushonduri, Bond, 1936